# Тамахтайское сельское поселение
Се́льское поселе́ние «Тамахта́йское» (бур. Тамахтайн hомон) — муниципальное образование в Заиграевском районе Бурятии Российской Федерации.
Административный центр — посёлок Челутай (24 км).

## История
Статус и границы сельского поселения установлены Законом Республики Бурятия от 31 декабря 2004 года № 985-III «Об установлении границ, образовании и наделении статусом муниципальных образований в Республике Бурятия»

## Население
| 2011  | 2012  | 2013  | 2014  | 2015  | 2016  | 2017  |
| ----- | ----- | ----- | ----- | ----- | ----- | ----- |
| 1076  | ↘1054 | ↘1051 | ↗1056 | ↘1045 | ↘1037 | ↗1041 |
| 2018  | 2019  | 2020  | 2021  | 2023  | 2024  |       |
| ↘1035 | ↘1022 | ↘999  | ↘836  | ↘820  | ↘799  |       |

## Состав сельского поселения
| № | Населённый пункт | Тип населённого пункта          | Население |
| - | ---------------- | ------------------------------- | --------- |
| 1 | Тарбагатайка     | село                            | ↘33       |
| 2 | Челутай (24 км)  | посёлок, административный центр | ↘1053     |